# Angel's Ladies
Angel's Ladies fue un burdel legal de 464 m² cuadrados ubicado en un rancho de 70 acres (283 280 m²) que estaba ubicado a unos cinco kilómetros al norte de la localidad de Beatty (Nevada). Era conocido como Fran's Star Ranch hasta que pasó a su nombre conocido en 1997, después de ser comprado por Mack y Angel Moore. Está cerrado desde agosto de 2014.

## Historia
Antes de la década de 1970, el burdel se conocía de diversas formas como Circle C Ranch y Vickie's Star Ranch. En 1978, un accidente durante un truco promocional en la propiedad resultó en el accidente de un avión ligero bimotor. El incidente se ha ubicado junto a la valla publicitaria del burdel desde entonces y se ha utilizado como espectáculo para atraer a los clientes de la carretera. Mack Moore intentó vender el recinto en 2007, pero terminó asumiendo el control nuevamente dos años después como resultado de una ejecución hipotecaria. Posteriormente traspasó el negocio en 2010, esta vez por 1,88 millones de dólares, y continuó administrándolo como arrendatario. El 10 de agosto de 2014 se jubiló y cerró la empresa.

## Aspecto mediático
En 2000 se estrenó un documental llamado Angel's Ladies sobre el burdel, sus dueños y su personal. También apareció en el libro de fotografía Nevada Rose de 2011 de Marc McAndrews como parte de un proyecto sobre los burdeles de las zonas rurales de Nevada.
Durante los últimos días que estuvo abierto el burdel, la banda Disappointment # 1 actuó allí y grabó entrevistas. Lanzaron un álbum Live at Brothel Angel's Ladies en octubre de 2015.